# François Hollande
François Gérard Georges Nicolas Hollande (francoska izgovorjava: [fʁɑ̃swa ɔlɑ̃d]), francoski politik, * 12. avgust 1954, Rouen, Francija.
Hollande je bil od leta 2012 do leta 2017 Predsednik Francije. Med letoma 1997 in 2008 je bil glavni sekretar francoske Socialistične stranke, med letoma 2001 in 2008 župan Tulleja in predsednik sveta Corrèzeja med letoma 2008 in 2012. Dvakrat je bil izvoljen v francoski parlament v 1. volilnem okraju Corrèzeja, med letoma 1988 in 1993 ter 1997 in 2012. 
Hollande je bil rojen v Rouenu in odraščal v Neuilly-sur-Seine. Svojo politično kariero je začel kot posebni svetovalec novoizvoljenega predsednika Françoisa Mitterranda, pa je bil kot vladni predstavnik uslužbenec Maxa Galla. Poslanec državnega zbora je postal leta 1988 in bil leta 1997 izvoljen za prvega sekretarja Stranke socialistov (PS). Po regionalnih volitvah leta 2004, na katerih je PS zmagala, je bil Hollande naveden kot potencialni predsedniški kandidat, vendar je odstopil kot prvi sekretar in pristal, da bo leta 2008 zamenjal Jean-Pierra Duponta na mestu predsednika generalnega sveta Corrèzeja. Leta 2011 je Hollande napovedal, da bo kandidiral na primarnih volitvah za nominacijo za predsedniškega kandidata Stranke socialistov; na strankarski ravni je premgala Martine Aubry in bil 6. maja 2012 v drugem krogu izvoljen za predsednika države z 51,6 % glasov, pri čemer je premagal takratnega predsednika Nicolasa Sarkozyja. 
Med svojim mandatom je Hollande legaliziral istospolne poroke s sprejetjem zakona št. 344, reformiral delovno zakonodajo in programe kreditnega usposabljanja, umaknil bojne enote, prisotne v vojaški intervenciji v Afganistanu, in s francosko-nemško pogodbo sklenil direktivo EU o zaščiti živali pri laboratorijskih raziskavah. Hollande je vodil državo v času terorističnih napadov v Parizu januarja in novembra 2015 ter napadu s tovornjakom v Nici leta 2016. Bil je glavni zagovornik obveznih migrantskih kvot EU in Natovega vojaškega posredovanja leta 2011 v Libiji. Prav tako je z odobritvijo Varnostnega sveta Združenih narodov v Mali in Srednjeafriško republiko poslal vojake, da bi stabilizirali državi; dve operaciji sta bili večinoma neuspešni. Hollande je povzročil polemiko med svojo levo volilno bazo zaradi svoje podpore posredovanju pod vodstvom Savdske Arabije v Jemnu.
Pariz je leta 2015 gostil konferenco Združenih narodov o podnebnih spremembah, prav tako so uspela Hollandova prizadevanja, da bi Pariz gostil poletne olimpijske igre 2024. Kljub temu se je soočal z rastjo brezposelnosti do 10 % in domačimi težavami, zlasti v času njegovega mandata zaradi terorizma. Tudi to je botrovalo, da je na koncu postal najbolj nepriljubljen vodja države pod peto republiko. 1. decembra 2016 je napovedal, da ne bo kandidiral za vnovično izvolitev na predsedniških volitvah 2017, za katere so ankete kazale na njegov poraz v prvem krogu. 